# تشارلز وارن (لاعب غولف)
تشارلز وارن (بالإنجليزية: Charles Warren)‏ هو لاعب غولف أمريكي، ولد في 21 يونيو 1975 في كولومبيا في الولايات المتحدة.

## وصلات خارجية
- تشارلز وارن على موقع رابطة لاعبي الغولف المحترفين (الإنجليزية)
- تشارلز وارن على موقع التصنيف العالمي الرسمي للغولف (الإنجليزية)